# Верхнее (Сумская область)
Ве́рхнее (укр. Верхнє) — село Катериновского сельского совета Лебединского района Сумской области Украины.
Код КОАТУУ — 5922984603. Население по данным 1988 года составляло 10 человек.
Село было ликвидировано в 2007 году.

## Географическое положение
Село Верхнее находится на одном из истоков реки Ольшанка,
ниже по течению на расстоянии в 2 км расположено село Великие Луки.

## История
- 2007 — село ликвидировано [1].